# Mercè Capsir i Vidal
Pour les articles homonymes, voir Vidal.
Mercè Capsir i Vidal, née à Barcelone en 1897 et morte à Suzzara, en Italie, en 1969, est une soprano catalane.

## Les débuts
Née le 3 août 1897, dans une rue proche de Montjuïc, et du Parallèle, l'avenue des spectacles de Barcelone, elle est la fille du baryton Josep Capsir et de ma soprano Mercè Vidal (mieux connue sous son nom d'artiste de Mercedes Tressols). 
La jeune Mercè étudie le chant, le piano et la composition au Conservatoire supérieur de musique du Liceu, avec le professeur de chant Joaquim Vidal Nunell.
Elle débute en 1913 à Gérone dans Rigoletto, puis en 1914 au Grand théâtre du Liceu dans le rôle de Micaela de Carmen. Orientée vers le répertoire léger de coloratura, elle excelle dans les rôles de Violetta et de Gilda au Théâtre royal de Madrid, au Liceu, au São Carlos de Lisbonne et au Théâtre Colón de Buenos Aires en 1916. 
En 1917, elle joue Gilda dans Rigoletto à l'Opéra de Paris, puis en 1918, en tant que soprano, dans le Le Barbier de Séville à l'Apolo de Bologne. En 1919, elle joue à Venise avec Giacomo Lauri-Volpi.  

## La consécration
Sa carrière internationale prend de l'envol. Elle joue Balada de Carnaval de Amadeu Vives i Roig, puis entre en 1924 à la Scala de Milan, toujours dans Rigoletto, avec le baryton Carlo Galeffi et le ténor Miguel Fleta, sous la direction d'Arturo Toscanini. 
Elle reste en Italie et ne revient qu'en 1930 au Liceu avec Rigoletto, Hamlet et La traviata. Dans la programmation 1934-35, elle présente sa version en catalan de Der Rosenkavalier, dans le rôle de Sophie Faninal et chante également dans Le Barbier de Séville puis, les années suivantes, La traviata et La Bohème.
Elle joue dans toute l'Europe : La sonnambula, Don Pasquale, Madame Butterfly, Lucia di Lammermoor et Martha, entre autres. 

## Guerre d'Espagne et régime de Franco
Elle est en Italie quand la  Guerre d'Espagne éclate, et elle reste dans ce pays.
En 1939, elle revient au Liceu pour le premier opéra de l'après-guerre d'Espagne, dans La Bohème, organisée le 29 avril dans une soirée en hommage à l'armée nationaliste.
Dans les années 40, sous la dictature, elle devient l'une des grandes figures du Liceu avec un répertoire très large : La Bohème, Madama Butterfly, Adriana Lecouvreur, L'amico Fritz, Manon Lescaut. Le 22 mai 1948, elle s'y produit devant le dictateur Franco avec La Vida breve aux côtés de Joan Magriñà, Maria d'Ávila et Victòria de los Angeles.
Après trente-quatre ans de carrière, elle se retire de la scène en 1949, pour une dernière représentation à Barcelone, dans Il matrimonio segreto de Cimarosa, dans le rôle de Carolina, et Joan Oncina, dans le rôle de Paolino.
Elle emménage définitivement en Italie en 1968 où elle meurt le 13 mars 1969. Elle reste, avec Josefina Huguet, Maria Barrientos, Elvira de Hidalgo et Graziella Pareto l'une des grands figures de la musique lyrique espagnole.